# Cau del Duc
|  | Per a altres significats, vegeu «Cau del Duc d'Ullà». |

El cau del Duc és una cova càrstica al vessant sud de la muntanya de santa Caterina, al massís del Montgrí (Baix Empordà), inclòs a l'Inventari del Patrimoni Arqueològic i Paleontològic de Catalunya.

## Accès
Hi ha diferents maneres d'arribar-hi, ja que l'austeritat d'aquest vessant de la muntanya limita el creixement de la vegetació, però la més accessible prové del coll de Santa Caterina o de la Creu, seguint per les "roques planes". Hi ha una gran obertura a la cara sud que és visible des de la vila de Torroella de Montgrí, a uns pocs metres sota el cim. El sostre té uns quants metres d'alçada i el terra fa un lleuger pendent cap enfora. Es tracta d'un abric rocós que fou ocupat per homínids durant el Paleolític. Dins de la cova es va trobar el pic del Montgrí.

## Història arqueològica

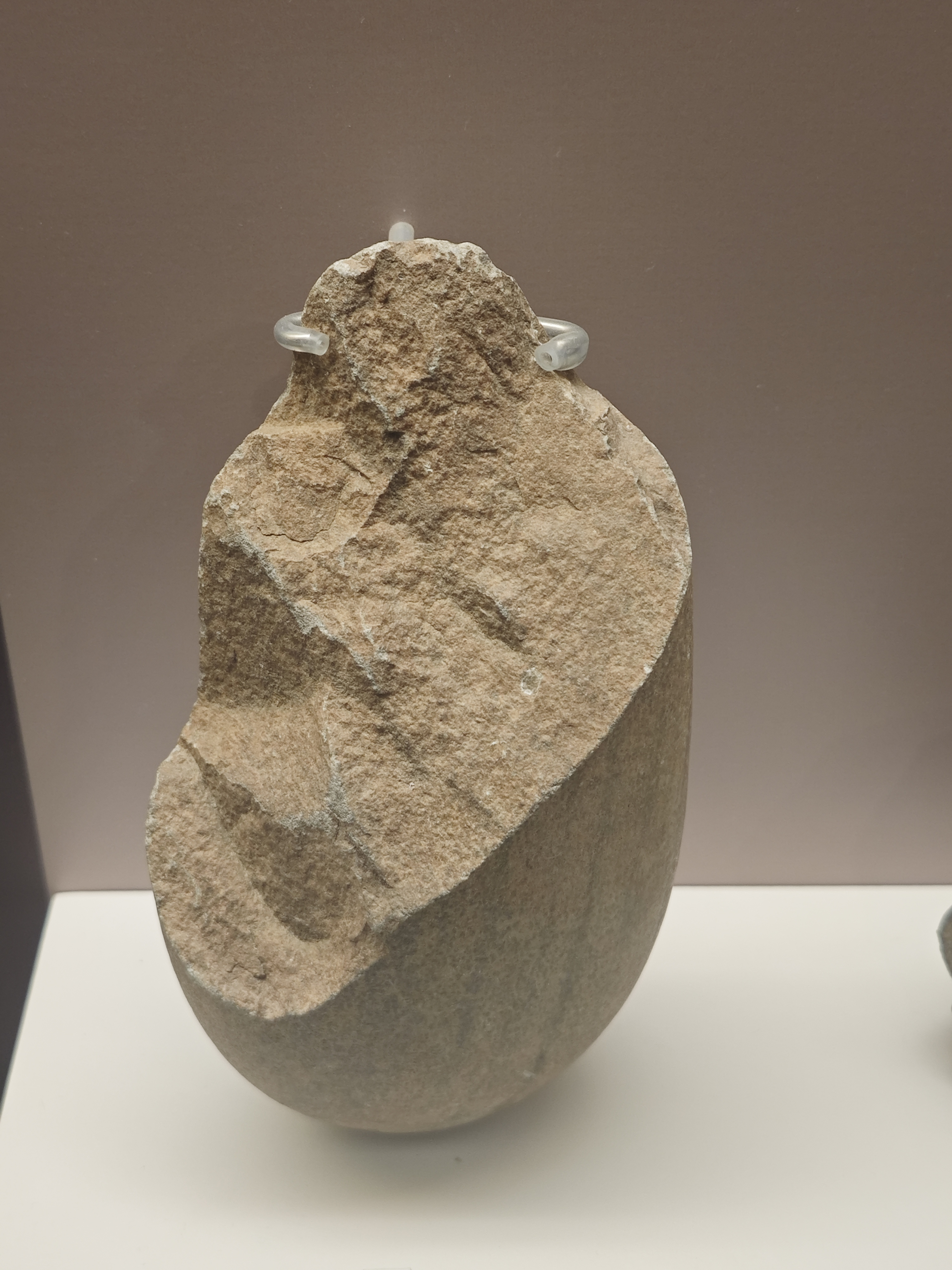
Estri unifacial apuntat anomenat en la literatura tradicional “Pic del Montgrí” Còdol del Ter fracturat per a generar una vora tallant. Es va recuperar durant les excavacions del Cau del Duc per Maties Pallarès i Lluís Pericot l‘any 1922.

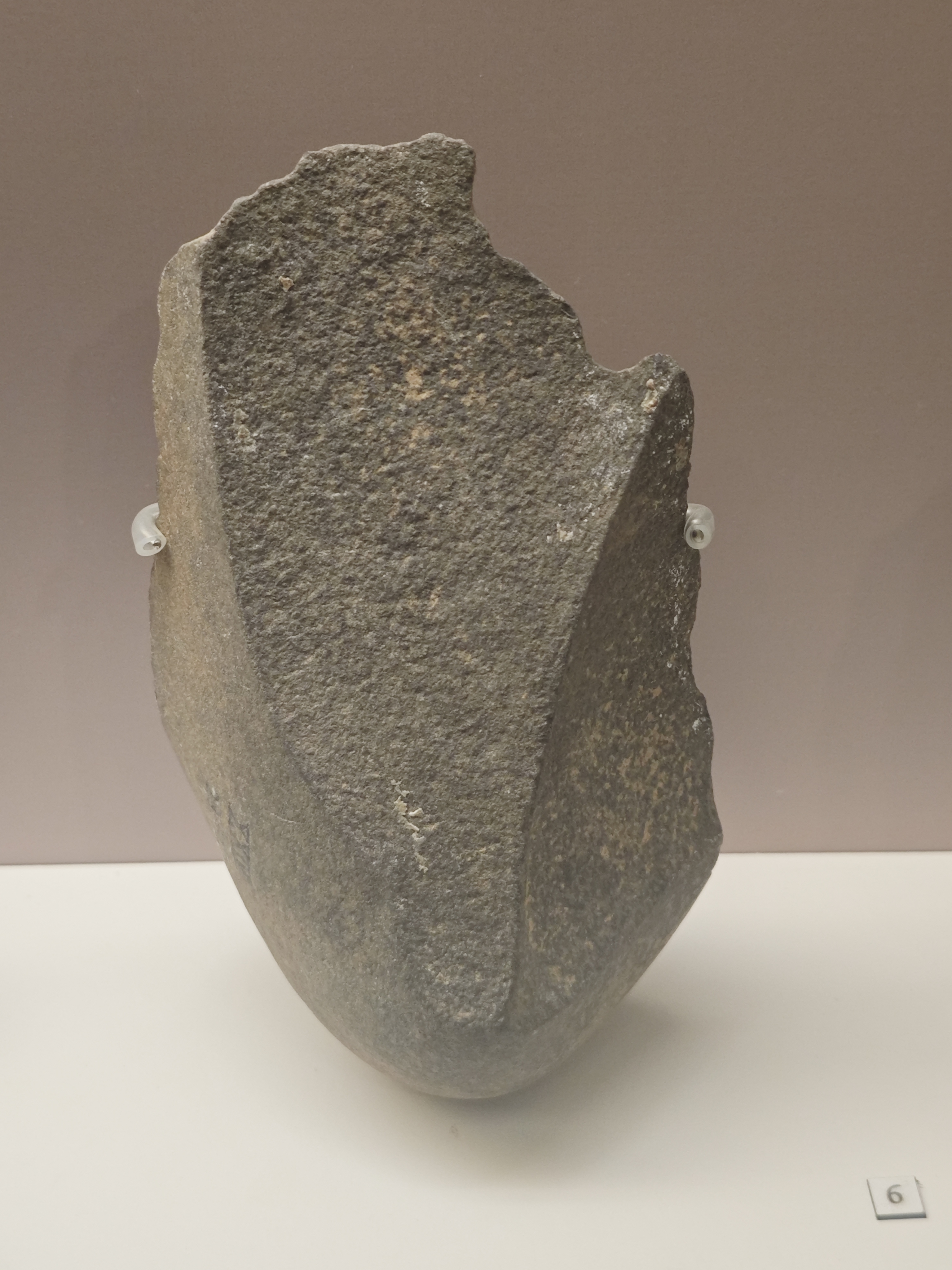
MAC-BCN Pic de quarsita. Acheulià. Cau del Duc

En les primeres excavacions paleontològiques realitzades per Lluís Pericot i Matías Pallarés, el 1922, es recolliren una cinquantena de peces d'indústria lítica i foren dipositades al Museu Arqueològic de Barcelona. La simplicitat de les troballes feren que Pericot demanés consell a Hugo Obermaier sobre el tipus de cultura de què es tractava, el qual les va classificar com de tipus asturià (Mesolític), llavors recentment caracteritzada. No obstant això, el 1956, Pericot, a la llum de les troballes realitzades a les coves de Serinyà, canvià d'opinió considerant que els objectes tindrien una edat superior, i s'enquadrarien en un període mosterià més antic, situant-lo a l'inici de les glaciacions würmianes (fa uns 80.000 anys). El 1965, Henry de Lumley i Eduard Ripoll estudiaren les peces trobades per Pericot i Pallarés a la dècada de 1920, que eren al Museu Arqueològic. L'anàlisi dels estris realitzada per Lumley i Ripoll concloïa que aquests pertanyien al mosterià i no pas a l'asturià, i que havien estat elaborats per neandertals.
Una tesi doctoral recent (2005) situa l'ocupació dels caus del Duc (tant el de Torroella com el d'Ullà) per datacions indirectes entre el 150.000 i els 350.000 anys BP, fent esment que Carbonell i altres autors consideren l'ocupació simultània dels dos llocs i els consideren un centre d'explotació del territori proper. Les restes òssies identificades inclouen sobretot restes de conills (Oryctolagus cuniculus), cabra (Capra sp. i Capra pyrenaica), cérvols (Cervus elaphus), cavalls (Equus caballus i Equus sp.) i isards (Rupicapra rupicapra), però també, menys esporàdiques, restes de carnívors (Vulpes vulpes, Canis lupus) i de grans herbívors (Bos primigenius, Elephas meridionalis, Dicerorhynus) i altres espècies com el senglar (Sus scrofa) o les tortugues (Emys caspica).